# 假丝灰藓属
假丝灰藓属（学名：Pseudohypnella）为灰藓科的一个属。

## 物种
本属包括以下物种：
- Pseudohypnella verrucosa (Dozy & Molk.) M.Fleisch.